# Robert Dekeyser
Robert 'Bobby' Dekeyser (Leuven, 7 oktober 1964) is een Belgische zakenman en gewezen voetballer.

## Carrière
Dekeysers vader was van Belgische afkomst, terwijl zijn moeder een Oostenrijkse was. Hij voetbalde als kind voor Oud-Heverlee, maar verhuisde na de scheiding van zijn ouders naar Duitsland. Daar werd de jonge doelman in de jeugd opgenomen van Wormatia Worms en later FC Kaiserslautern.
Een verplichte legerdienst dwong hem terug naar zijn vaderland, waar hij zich aansloot bij Union Sint-Gillis. Nadien zei hij het voetbal voor een eerste keer vaarwel. Maar dan ontmoette hij per toeval Jean-Marie Pfaff, de toenmalige doelman van FC Bayern München. Wat later kreeg ook Dekeyser een contract bij FC Bayern.
Na één seizoen vertrok hij naar FC Nürnberg, op zoek naar meer speelkansen. Die vond hij niet dus verhuisde hij weer naar België. Maar daar werd hij omwille van zijn Duits paspoort beschouwd als een buitenlander, waardoor hij ook bij KRC Genk amper speelde. Nadien belandde Dekeyser bij TSV 1860 München, waar hij eindelijk de kans kreeg zich te bewijzen. Lang duurde dat niet, want een blessure maakte een einde aan zijn carrière. Nadien keerde hij nog even terug naar München 1860 om zijn ex-club uit de nood te helpen.
Na zijn carrière als voetballer werd Dekeyser zakenman. Hij verkoopt via zijn bedrijf in heel de wereld meubelen.